# 김순흥
김순흥(金淳興, 1910년 12월 28일 ~ 1981년 10월 26일)은 일제 강점기 조선과 대한민국의 친일파이다. 본관은 광산으로 손녀는 배우 이지아다. 창씨개명 당시 이름은 金本淳興이다.

## 생애
경성부 출신으로 경성에 거주하는 대지주로서 경기도 파주 지역에 논 389정보와 밭 75정보를 소유했으며, 1937년 6월말 경 소작인 750여 명을 두고 있었다. 1940년 경 1년 소득이 11만 원이었다.

### 일제 강점기 활동
- 당시 1만원은 약 10억이다.

그는 일본 제국주의를 위해 국방 관련 단체에 헌금을 기부했다. 그가 일제강점기에 활동한 내역은 다음과 같다.
- 1933년 8월 조선 나 예방 협회 기금으로 1000원을 냈다.
- 1934년 6월 29일 조선중앙일보 감사 역을 맡았다. (사장 여운형)[2]
- 1936년 2월부터 합자 회사 구정 상회 사장으로 있었다. 이때 교하간이교(校河簡易校)를 지을 땅을 1,500평을 기부하였다.[3]
- 1936년 7월부터 금융 신탁 회사인 우익 상사 취체역[4]으로 있었다.
- 1937년 7월 22일 국방 헌금 1만원을 종로경찰서에 헌납했다. 그는 "나라에 대한 봉사의 뜻을 표하고자 적은 돈이나 마 바치오니 받아주십시오"하고 돌아갔다.[5] (내자정 162-2 김순흥, 내자정은 이후 내자동)
- 1937년 조선 군사 후원 연맹 사업비로 2500원을 냈으며, 같은 해 9월 5일 결성된 '경기도 내 군기 헌납 기성회'의 발기인으로 참여하여 비행기 대금 500원을 냈다.(당시 군용기 1대 75,000원)[6] 반일 운동에 대항하기 위해 '일선융화'를 내걸고 결성된 동민회의 회원으로 활동했다.
- 1939년 11월 조선총독부가 전시 체제 강화와 유도 황민화를 위해 전 조선 유림을 동원하여 조직한 조선 유도 연합 회에서 참사를 맡았다.
- 1939년 9월 주식회사 쇼와 직물을 설립하여 사장을 역임.
- 1940년 9월 중앙 연료 주식회사 취체역을 맡았다.
- 1943년 8월 징병제 실시에 감격하여 국방 헌금 3000원을 헌납했다.
- 1944년 4월 일본 정부가 주는 감수 포장을 받았다.

### 해방 이후
해방 이후, 1945년 9월 한국민주당 발기인으로 참여했고, 1945년 12월 대한경제보국회 감사를 맡았다. 1948년 김구와 임시정부 계열이 지목한 숙청 대상 친일 인사들 명단 초안에도 이름이 올랐다.

### 사망
1981년 10월 26일 사망했다. 동아일보 1981년 10월 28일자에는 “학교법인 이화학원(지금의 이화여자대학교) 이사 김순흥씨가 새벽 4시 50분 서울 종로구 내자동 167-2의 자택에서 별세했다. 장례는 서울예고에서 이화학원장으로 거행된다고 밝혔다.” 이 주소는 1937년 7월 22일 일제 강점기 종로 경찰서에 국방 헌금 1만원을 헌납했던 주소와 성명이 일치한다. 1948년 김승학의 친일파 명단, 2009년 친일인명사전 경제 부문에 선정되었다.

## 가족 관계
- 조부: 김홍기(金弘基)[9]
- 부친: 김윤석(金潤錫)
- 모친: 송은석(宋恩錫) (1886년 10월 7일 - 1972년 12월 4일) - 1950년 4월 자하문 밖의 13,645평 땅을 이화학당(이화여자대학교)에 기부[10]
  - 김순흥
    - 김사홍(士鴻) (3남)[9]
    -  ?
      - 이지아 (손녀)